# 우륵샘
우륵샘(于勒샘)은 우륵(于勒)이 우륵동에 세거할 때 샘을 파서 식수한 고적이다. 

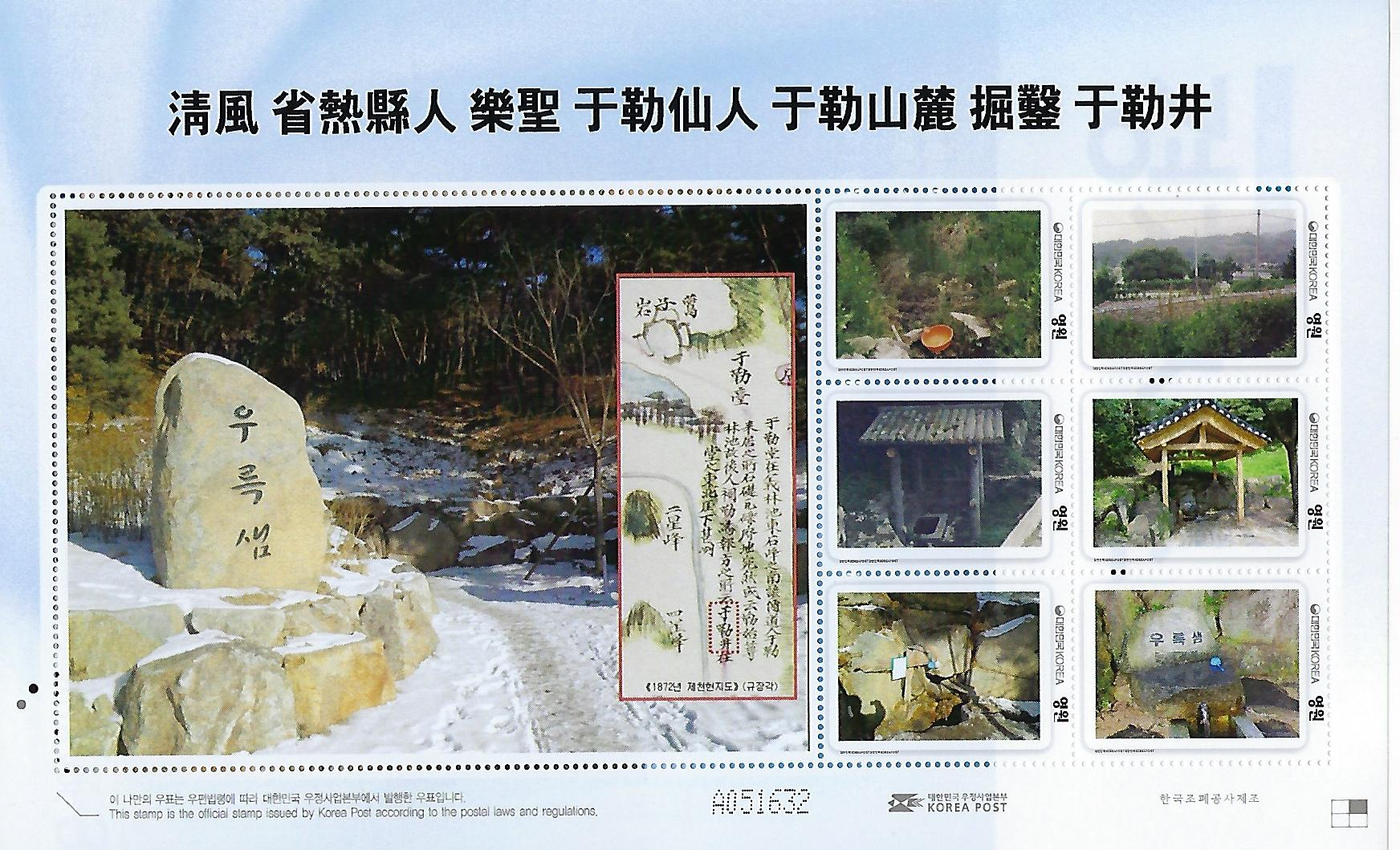
청풍 성열현인 악성 우륵 선인 굴착 우륵정 선양 기념우표

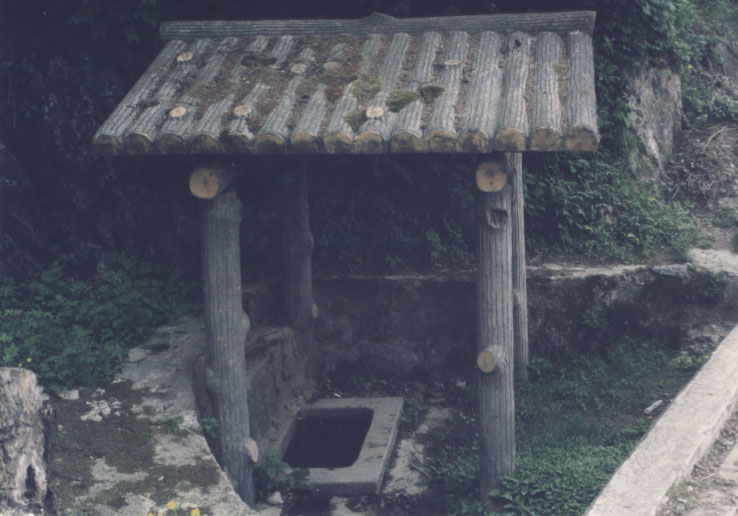
우륵당 입구에 있었던 우륵정

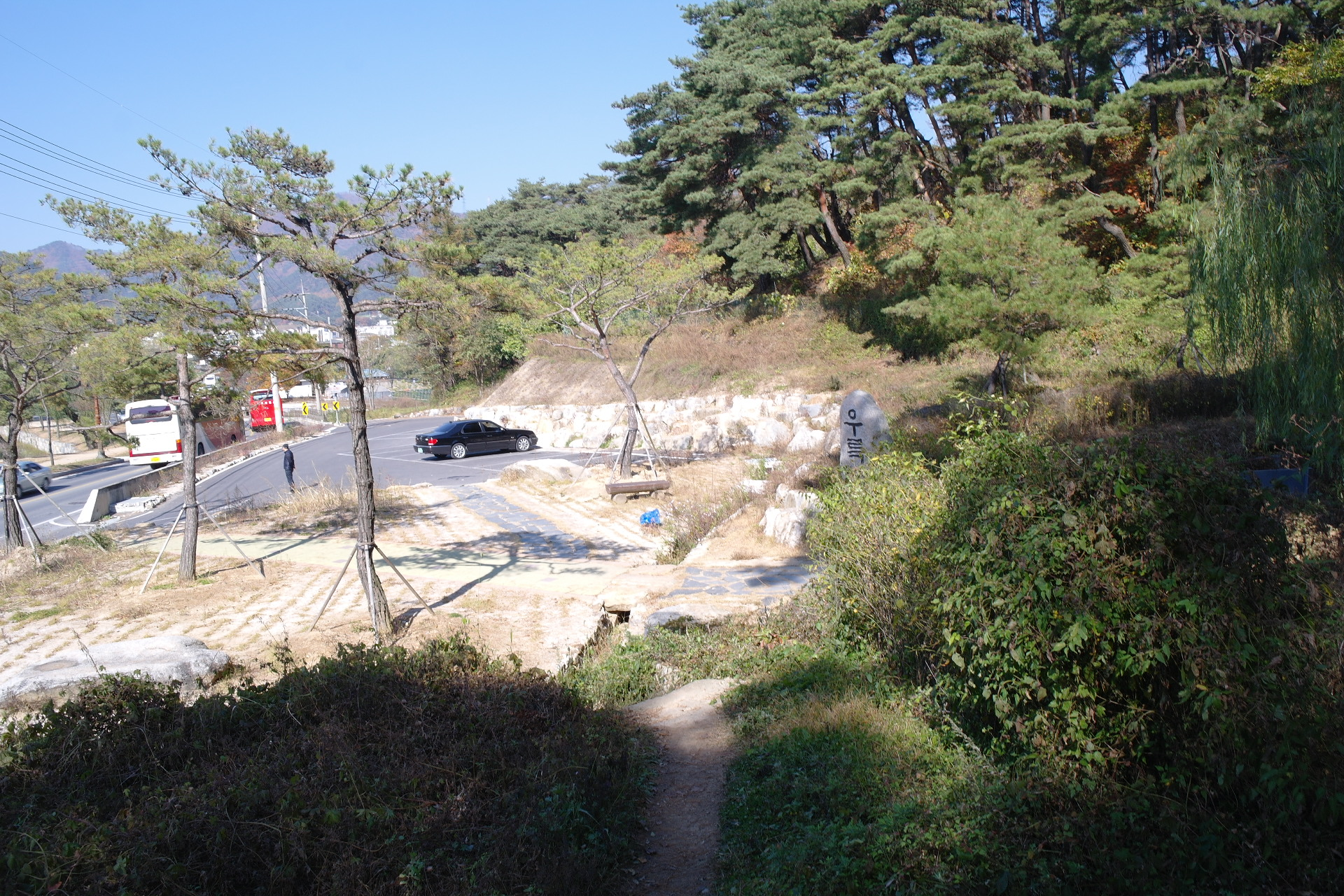
우륵산 등산로 입구에 있는 우륵샘

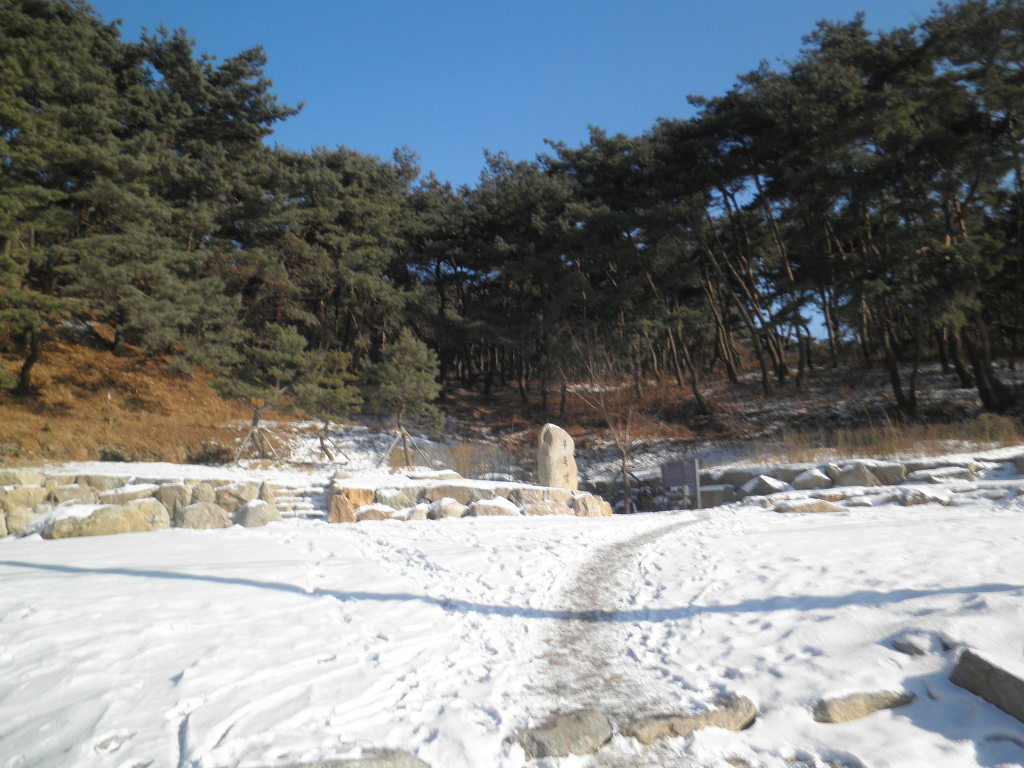
제천 의림지 동한기 우륵샘의 전경

의림지 호반에 있는 우륵샘 약수터

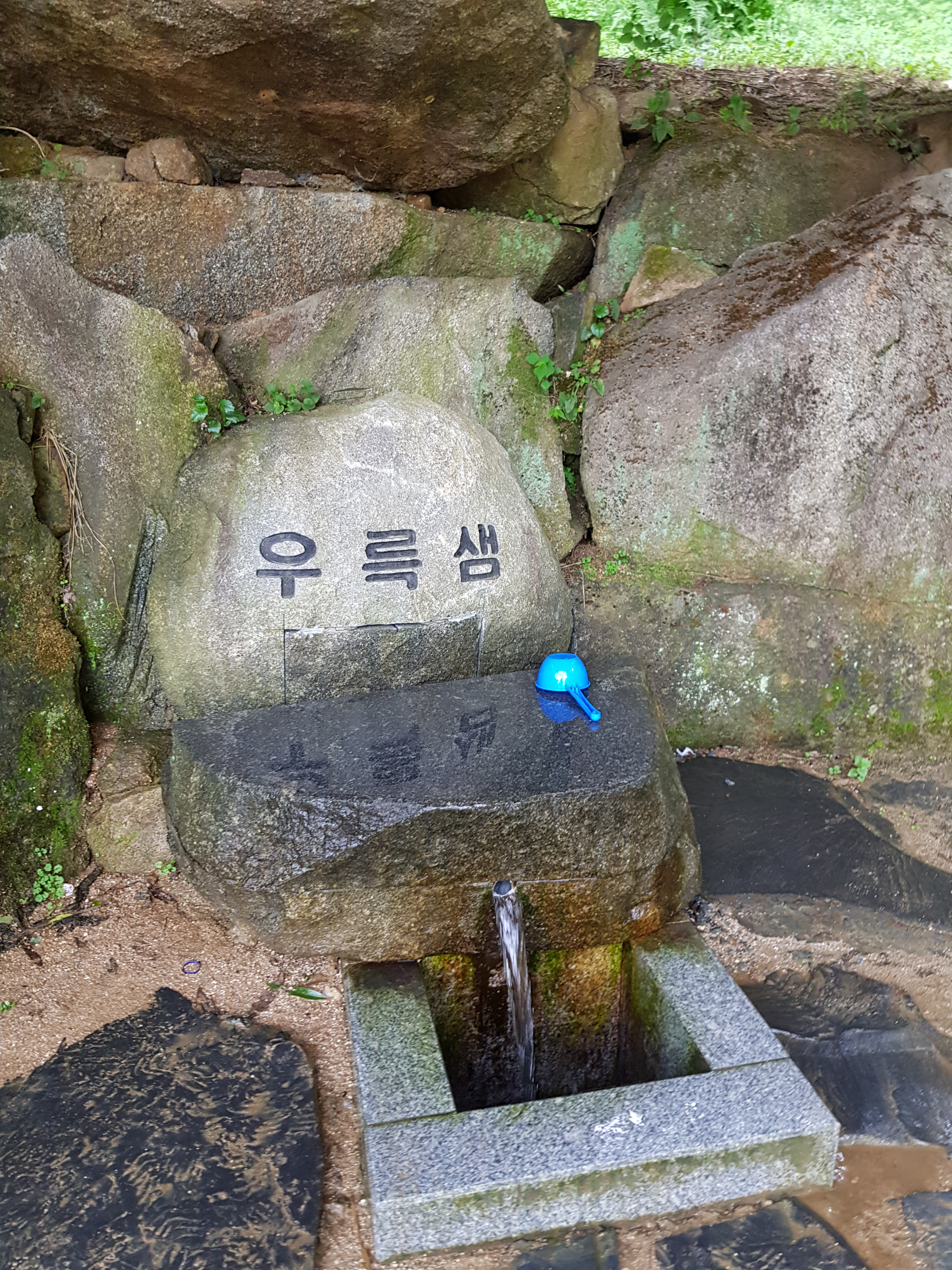
우륵산 산자락에 우륵샘

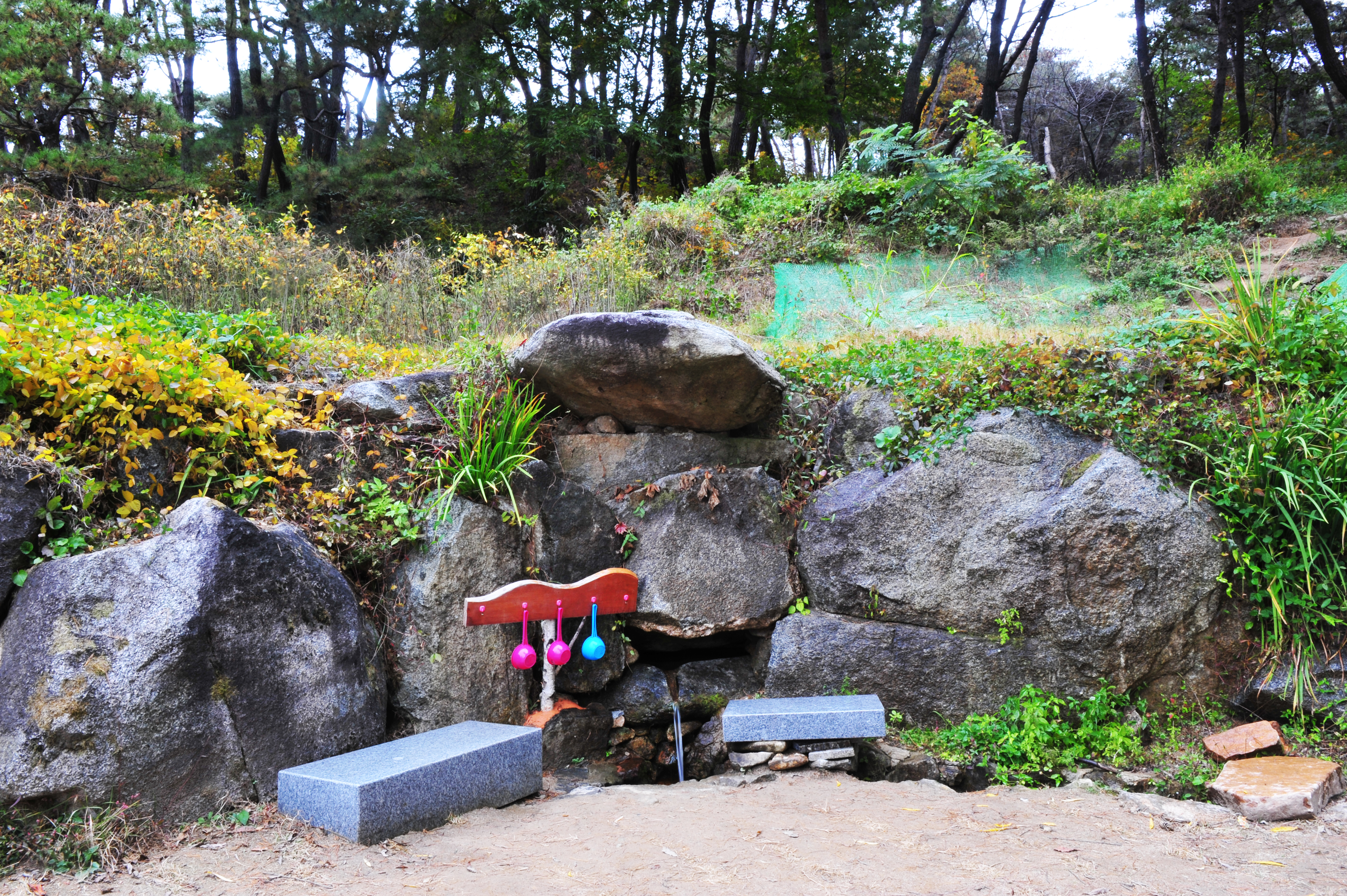
우륵산 자락에 재현한 우륵샘

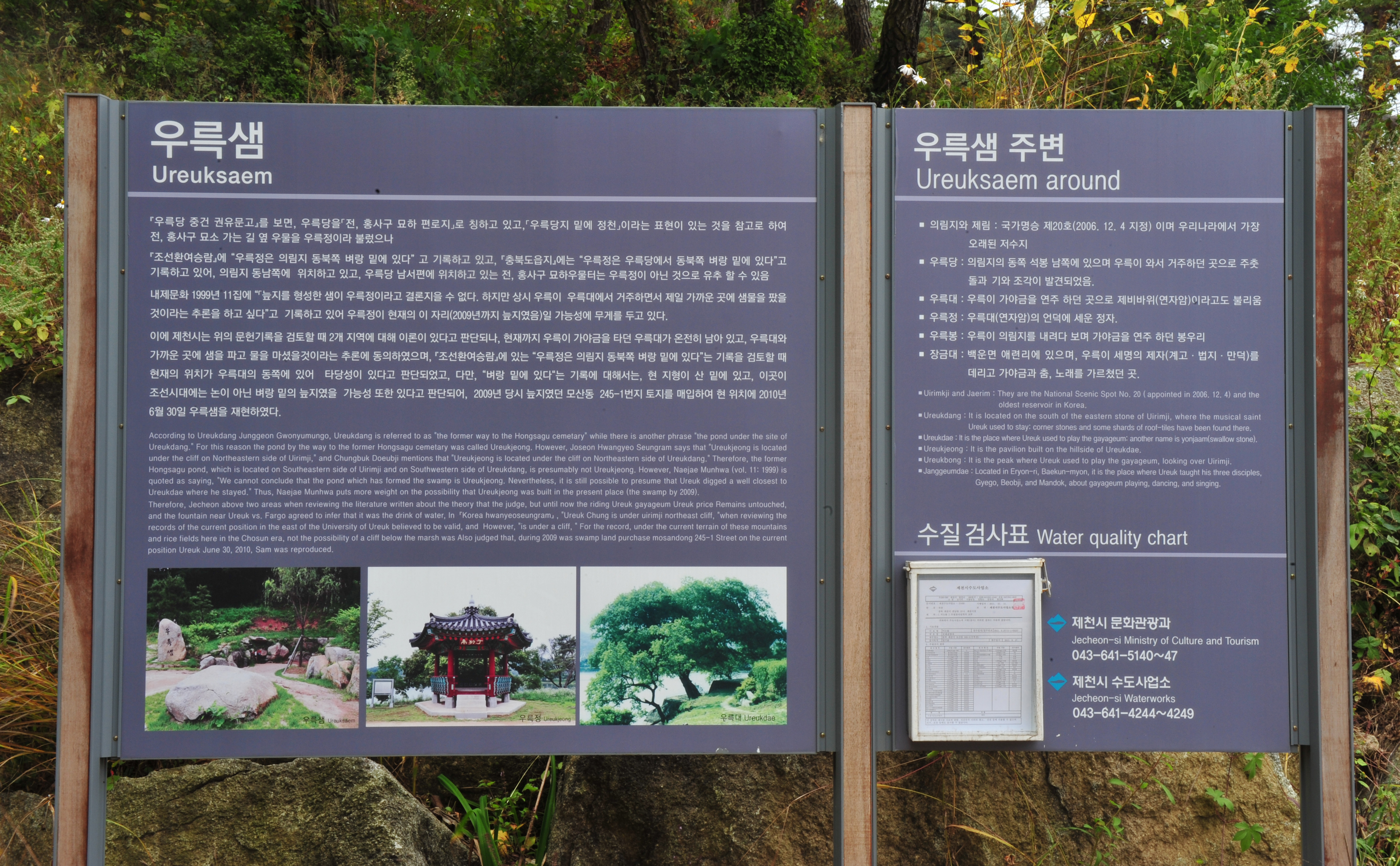
우륵샘과 우륵의 유적지 안내판

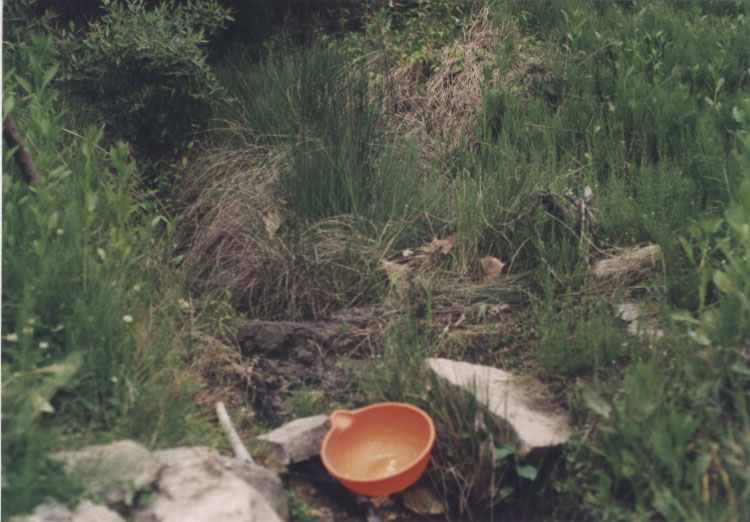
우륵산 산자락에 자연늪지 샘터

## 위치
우륵샘은 충청북도 제천시 모산동 의림지 순주섬에서 정동쪽으로 의림대로 건너 우륵산 산자락에 있다. 한편 우륵샘에서 서쪽으로 의림대로 건너 의림지 호반에 우륵정(于勒亭)과 호숫가에 우륵이 12현금을 탄금한 우륵대와 마주한다.

## 명칭
예부터 우륵정(于勒井)은 고유명사로 불렸으나 우물 정(井)자는 한글로 순화되면서 우륵샘으로 부르고 있다.

## 유래
①《제천군읍지(堤川郡邑誌)》와 《제천현(堤川縣誌)》고적조, 우륵당(于勒堂)에, “우륵정(于勒井)은 우륵당의 동북(東北)쪽 벼랑 밑에 있는데, 매우 차갑다.”하여 공히 우륵당 터에서 동북쪽에 있는 지금의 우륵샘을 가리키고 있다.

②《조선환여승람(朝鮮寰輿勝覽)》고적조에, “우륵정(于勒井)은 의림지(義林池)에서 동북쪽으로 벼랑 밑에 있다. 옛날에 우륵(于勒)이 놀던 때 파서 샘물을 취한 것으로 항상 지금도 샘물이 마르지 않는다. 그 남쪽으로 언덕에는 우륵(于勒)의 터 유적이 항상 있다.”하여 의림지에서 동북쪽의 방위는 제방에서 볼 때 동북쪽은 지금의 우륵샘의 위치는 부합한다. 그리고 지금의 우륵샘에서 남쪽으로 우륵당 터의 방향도 일치한다. 

③《한국지명총람》에, “우륵정(于勒井)【우물】우륵당 동북쪽 벼랑 밑에 있는 샘. 바위틈에서 물이 새어 나오는데, 여름에도 얼음처럼 차며, 속병도 좋다 함.”이라는 우륵샘은 우륵당 터 입구에 있었다.

## 자연환경
《신증동국여지승람》제천현 제영조, 정인지(鄭麟趾)의 시에, “지세는 가장 높은 곳이요, 백성이 사는 곳은 궁벽한 시골이로다. 샘이 밑 없는 구멍으로부터 나와 펑펑 솟아서 절로 못을 이룬다.”라는 정인지가 지은 시에서 조선초기 용두산은 혼효림(混淆林)으로 수원이 풍부한 한 수맥으로 우륵산 자락은 샘물이 용출하는 지형으로 순채가 서식할 수 있었으며, 늪지에 띠가 자생하여 모산동(茅山洞)의 지명이 전승한 것이다.
우륵은 모선(茅仙)으로 존칭하여 모선동(茅仙洞)으로 별칭하기도 하였다. 고대로부터 의림지는 천혜의 늪지로 유지(柳池)와 순지(蓴池)로 별칭한 것은 연못의 바닥에서 용출수로 빙어(氷魚)가 서식 할 수 있는 자연환경을 갖추었다.

## 복원
우륵당 터 입구에 있었던 우륵샘은 도로에 비해 1m 50㎝ 가량 쑥 들어가 차량의 먼지 등으로 수질오염이 되면서 식용수로 부적합하여 재현하지 않을 수 없었다. 이 샘은 2023년 현재 도로확장으로 멸실되었다.
2020년 우륵샘의 배후지를 탐색하는 과정에서 “연자암에 있는 도로에서부터 50m 지점에 석축이 쌓여 있고, 그 아래 두 세평의 늪지에 수생식물이 자라고 있었다. 그리고 흐르는 물을 짧은 호수로 연결하여 농업용수로 사용하고 있었다. 그 호수의 지름은 수도꼭지 보다 굵은데 물줄기가 상시 흐르고 있었다. 자연늪지 위에 석축 위를 보니 무덤 한 기를 이장한 흔적이 있었고, 그 옆으로 석축이 쌓여 있었다. 이 우물의 방위가 동쪽에 위치하고 산기슭 밑에 있다는 점을 들어 또 하나의 ‘우륵정’이 아닌가 유추한다. 

자연늪지를 형성한 샘이 ‘우륵정’이라고 결론지을 수 없지만, 상시 우륵이 연자암(우륵대)에서 탄주하면서 제일 가까운 곳에 샘물을 팠을 것으로 추론한다.”라는 조사 자료를 토대로 제천시에서 모산동 245-1번지에 토지를 매입하여 2010년 6월 30일 우륵샘을 재현하였다.

## 현황
우륵산 정상에서 서쪽으로 산기슭에 용출(涌出)하는 석간수(石澗水)의 우륵샘은 수질검사로 양호한 수질을 보존하는 약수로 평가되며 시민들이 약수로 음용하고 있다.

## 의의
우륵의 숨결이 밴 우륵정(于勒井)으로 명명한 바와 같이 제언(堤堰)의 관개수리와 관련한다.
그 연원은 삼국시대 신라 진흥왕이 정복전쟁으로 지금의 단양에서 춘천방면으로 중앙고속도로 주변에 고구려의 10개 고을을 점령하면서 군량미(軍糧米)를 보급하기 위하여 552년에 악기공정을 응용한 부엽공법으로 대제(大堤)를 축제하였다.
우륵은 우륵동에 세거하면서 식수를 이용하기 위하여 굴착한 우륵정(于勒井)을 재현한 우륵샘은 우륵대와 연계한 역사인물의 발자취와 자연유산의 가치를 지닌다. 

## 참고문헌
1. ↑  《堤川郡邑誌》古跡, 勒井在堂之東北厓下甚冽.
2. ↑  《堤川縣誌》古跡, 于勒井在堂之東北厓下甚冽.
3. ↑  《조선환여승람(朝鮮寰輿勝覽)》古跡, 于勒井在義林池東北崖下昔于勒取遊詩所鑿尙今不涸其南畔于勒基址尙存.
4. ↑  한글학회, 《한국지명총람3(충북편)》, 선일인쇄사, p. 391.
5. ↑  이행(李荇) 저, 이식 역, 《신증동국여지승람 제14권》, 한국고전번역원, 1969.
6. ↑  柳今烈, 《義林池總覽(上)》, 奈堤文化硏究會, p. 2020. 653.
7. ↑  柳今烈,〈樂聖 于勒과 義林池〉《奈堤文化 第11輯》, 내제문화연구회, 1999, pp. 355-359.
8. ↑  ①우륵샘 안내판. ②柳今烈, 《義林池總覽(上)》, 奈堤文化硏究會, p. 2020. 653-661.